# Vestron Video
Vestron Video war die wichtigste Tochterfirma von Vestron, Inc., einem Filmproduktions- und Distributions-Unternehmen aus Stamford, Connecticut.
Vestron Video war aktiv im Filmgeschäft von Beginn der 1980er Jahre bis Mitte der 1990er Jahre tätig, sie gelten allgemein als Pioniere des frühen Heimvideo-Marktes in den USA. In erster Linie wurden B-Movies und Filme aus dem Cannon-Films-Archiv auf VHS veröffentlicht. Später wandte sich Vestron Video immer mehr dem Mainstream-Film zu, inklusive Produktionen der Tochterfirma Vestron Pictures, am bekanntesten dürfte Dirty Dancing sein. Vestron Video & Vestron Video International war seines Zeichens auch das erste Unternehmen, das National-Geographic-Dokumentationen auf VHS veröffentlichte, Ende der 1980er Jahre.
Vestron ging 1985 mit einem IPO (Initial Public Offering) von $440MM an die Börse. Das Unternehmen genoss großen Erfolg über mehrere Jahre, mit einem US-Videomarkt-Anteil von zeitweise 10 %. Vestron Video vertrieb seine Filme in über dreißig Staaten, entweder direkt oder durch Sublizenzierung. Als die großen Filmstudios langsam auch in den Heimvideo-Markt mit einsprangen, wurde es für Vestron immer schwieriger, sich zu behaupten. Hinzu kam, dass Independent Produzenten die Preise für ihre Filme in die Höhe schraubten.
Das Unternehmen begann damit eigene Produktionen zu starten (Dirty Dancing, Blue Steel, …), als der Markt sich jedoch änderte – sprich: als das Publikum nur noch Multi-Millionen-Dollar-Hollywood-Produktionen sehen wollte und nicht mehr einfach jeden B-Movie – wurde es für Vestron dunkel. Die Firma konnte mit den Top-Produktionen der Major Labels nicht mithalten und so meldete die Vestron, Inc. Insolvenz nach dem Chapter 11 des US-Gesetzes an. Am 11. Januar 1991 wurde Vestron von LIVE Entertainment, einem Heimvideo- und Musik-Unternehmen aus Los Angeles, für $27.300.000 gekauft. LIVE Entertainment ergatterte so das exzessive Filmarchiv von Vestron (mehr als 3000 Filme). Der Name wurde später geändert in Artisan Entertainment (das heute ein Teil von Lionsgate ist).
Die internationalen Produktionsabteilungen waren die zweitgrößten nach denen von Warner Bros. Sie hatten viele direkte Kino-, TV- und Video-Distributoren über die gesamte Welt verteilt, sie besaßen auch eine Videoproduktionsfirma in den Niederlanden, um im europäischen Markt Fuß zu fassen. Die VHS-Veröffentlichungen wurden in Deutschland unter dem Namen Vestron Video International vertrieben.